# Fågelsta, Östergötland
Fågelsta är en tätort i Motala kommun, Östergötlands län, beläget 9 km söder om Motala).

## Historia
Samhället har vuxit upp kring järnvägen, sträckningen Hallsberg-Mjölby, som togs i bruk 1873. Den smalspåriga museijärnvägen Wadstena Fogelsta Järnväg har sin ena ändpunkt i Fågelsta. Denna järnväg var förr en del av Mellersta Östergötlands Järnväg. Stationshuset revs 1981.
I Fågelsta fanns förr två livsmedelsbutiker, ICA och Konsum, den ena med separat mjölkaffär. Båda hade också bensinpumpar. Det fanns också ett hotell med matsal och café. Verksamheterna låg alla i anslutning till järnvägen. Byggnaderna har rivits vartefter, de sista i samband med utbyggnad av dubbelspåret på sträckan Mjölby- Hallsberg. Endast den byggnad där Konsumbutiken fanns är kvar, men butiken är numera nedlagd.
I mitten av 1900-talet fanns på orten också skräddare och skomakare samt ett litet bankkontor som hade öppet någon kväll per vecka. I orten fanns också taxi, fjärdingsman samt brandstation med två bilar som bemannades av en frivilligbrandkår.

### Befolkningsutveckling
| Befolkningsutvecklingen i Fågelsta 1950–2020 | Befolkningsutvecklingen i Fågelsta 1950–2020 | Befolkningsutvecklingen i Fågelsta 1950–2020 | Befolkningsutvecklingen i Fågelsta 1950–2020 | Befolkningsutvecklingen i Fågelsta 1950–2020 |
| -------------------------------------------- | -------------------------------------------- | -------------------------------------------- | -------------------------------------------- | -------------------------------------------- |
|                                              |                                              |                                              |                                              |                                              |
| År                                           |                                              |                                              | Folkmängd                                    | Areal (ha)                                   |
| 1950                                         | 1950                                         |                                              | 210                                          |                                              |
| 1960                                         | 1960                                         |                                              | 225                                          |                                              |
| 1965                                         | 1965                                         |                                              | 274                                          |                                              |
| 1970                                         | 1970                                         |                                              | 331                                          |                                              |
| 1975                                         | 1975                                         |                                              | 378                                          |                                              |
| 1980                                         | 1980                                         |                                              | 348                                          |                                              |
| 1990                                         | 1990                                         |                                              | 351                                          | 55                                           |
| 1995                                         | 1995                                         |                                              | 324                                          | 55                                           |
| 2000                                         | 2000                                         |                                              | 334                                          | 55                                           |
| 2005                                         | 2005                                         |                                              | 316                                          | 55                                           |
| 2010                                         | 2010                                         |                                              | 287                                          | 55                                           |
| 2015                                         | 2015                                         |                                              | 293                                          | 53                                           |
| 2020                                         | 2020                                         |                                              | 303                                          | 55                                           |
|                                              |                                              |                                              |                                              |                                              |

## Näringsliv
1934 startade Bröderna Fransson tillverkning av skottkärror och vagnar i byggnaden som syns på bilden. På 1960-talet startade också tillverkning av släpvagnar och båttrailers. Släpvagnarna tillverkas än idag i Jönköping under namnet Fogelsta. I industribyggnaden på bilden fanns också en cykelverkstad med försäljning av cyklar, radioapparater och så småningom även TV-apparater. Inredningen från cykelverkstaden finns idag på Motormuseet i Motala. Byggnaden utökades efterhand med flera, bland annat med ett litet sågverk.
År 1925 startades i Fågelsta ett åkeri med två bilar. Åkeriet har under åren växt till ca 60 fordon. Åkeriet flyttade år 2012 till Mjölby.